# Jonathan Estrada Barajas
Jonathan Estrada Barajas (16 de marzo de 1998, Guadalajara, Jalisco, México) es un futbolista mexicano, juega como portero y su actual equipo es el Atlético La Paz de la Liga de Expansión MX.
Debutó en el máximo circuito el 22 de julio del 2017 en la Jornada 1 del Apertura 2017 frente al Club León en la victoria de su equipo de 3-0.

## Clubes
| Club              | País   | Año           |
| ----------------- | ------ | ------------- |
| Atlas             | México | 2013 - 2019   |
| Cafessa Jalisco   | México | 2019 - 2020   |
| Tepatitlán F. C.  | México | 2020 - 2021   |
| Mazorqueros F. C. | México | 2021-2022     |
| Atlético La Paz   | México | 2022-2024     |
| Club América      | México | 2024-2025     |
| Atlético La Paz   | México | 2025-presente |

## Palmarés

### Títulos nacionales
| Título                  | Club         | País   | Año  |
| ----------------------- | ------------ | ------ | ---- |
| Supercopa de la Liga MX | Club América | México | 2024 |
| Primera División        | Club América | México | 2024 |